# مويرا ليستر
مويرا ليستر (بالإنجليزية: Moira Lister)‏ هي كاتِبة وممثلة جنوب أفريقية، ولدت في 6 أغسطس 1923 بكيب تاون في جنوب أفريقيا، وتوفيت بنفس المكان في 27 أكتوبر 2007 بسبب سرطان.

## أعمال

### أفلام
- (1964) الرولز رويس الصفراء

## وصلات خارجية
- مويرا ليستر على موقع IMDb (الإنجليزية)
- مويرا ليستر على موقع ميوزك برينز (الإنجليزية)
- مويرا ليستر على موقع أول موفي (الإنجليزية)
- مويرا ليستر على موقع قاعدة بيانات برودواي على الإنترنت (الإنجليزية)
- مويرا ليستر على موقع قاعدة بيانات الأفلام السويدية (السويدية)
- مويرا ليستر على موقع إن إن دي بي (الإنجليزية)
- مويرا ليستر على موقع قاعدة بيانات الفيلم (الإنجليزية)